# Batalla de Chippawa
La batalla de Chippawa o batalla de Chippewa fue un enfrentamiento entre Reino Unido de Gran Bretaña e Irlanda y Estados Unidos, que se enmarca, dentro de la guerra anglo-estadounidense de 1812, en la invasión del Alto Canadá a lo largo del río Niágara. Se saldó con una victoria estadounidense, siendo la primera frente a los británicos con ejércitos en igualdad de condiciones.

## Precedentes
En julio de 1814 Napoleón Bonaparte había sido derrotado en Europa, y la llegada de veteranos de guerra británicos a Canadá era inminente. El Secretario de Guerra estadounidense, John Amstrong, por su parte, estaba impaciente de una victoria sobre Canadá antes de los refuerzos británicos.
Así, al Major General Jacob Brown se le encomentó la tarea de formar la "Left Division of the Army of the North", con órdenes claras de atacar Kingston, el asentamiento principal británico en el Lago Ontario. Las órdenes de Amstrong no fueron claras en un primer momento, y una brigada bajo el Brigadier General Winfield Scott fue hacia Buffalo.
Está demostrado que Brown no pudo cooperar con el Comodoro Isaac Chauncey, que tenía un escuadrón naval en Sackets Harbor, y que hubiera sido de vital importancia en el ataque de Kingston. Chauncey estaba esperando la llegada de nuevas naves, y rechazó participar en cualquier tipo de operación antes de mediados de julio. Además, el escuadrón de Lago Erie y las tropas regulares de Detroit estaban ocupados con la captura de Fuerte Machinac, en el Lago Hurón, por lo que tampoco pudieron ayudar a crear un frente en la retaguardia británica, por Burlington. Brown decidió, entonces, hacer los principales esfuerzos siguiendo el cauce del Niágara.

### El "campamento de instrucción" de Scott
Mientras esperaba en Buffalo, Scott estableció un programa de entrenamiento. En él, las tropas trabajaban 10 horas al día, usando los preceptos que en 1791 usó el Ejército Revolucionario Francés. Hasta este momento, cada regimiento del ejército entrenaba de un modo distinto, y era difícil maniobrar en común.
Scott también hizo una purga entre los oficiales, eliminando a los que eran más ineficaces y que habían llegado al cargo por influencia política y no por méritos militares. En este sentido trabajó mucho la disciplina de los reclutas, y les conminó a llevar un buen higiene. Esto redujo notablemente las bajas producidas por disentería y otras enfermedades típicas del campo de batalla.
Hubo, sin embargo, una cosa que le llenó de frustración: no encontrar uniformes azules para sus hombres. Habían llegado algunos -en torno a 2000-, pero eran insuficientes para todas las tropas. Por tanto, tuvo que utilizar unas chaquetas cortas de color gris, que luego pasaron a ser características.

### Campaña del Niágara
El 3 de julio, el ejército de Brown (que incluía las tropas de Scott y las de Eleazer Wheelock Ripley) llevaron a cabo la Captura de Fuerte Erie. Tras la llegada de algunos refuerzos bajo la dirección de Peter Buell Porter el 4 de julio, Scott comenzó a avanzar hacia el norte siguiendo el Río Niágara. Un destacamento británico, con Thomas Pearson al mando, fue fácilmente superado antes de que pudiese interrumpir el paso cortando carreteras o derribando puentes.
A finales de ese mismo día, Scott encontró tropas británicas en el Río Chippawa, cerca de la localidad con el mismo nombre. Tras un intercambio de fuego de artillería, Scott decidió retirarse unas pocas millas, hasta Street's Creek. Aquí dejó a sus tropas tomarse un descanso por el Día de la Independencia, mientras Brown maniobraba con otros contingentes para cruzar el Chippawa por otro lado.
La oposición vino de la Right Division del Ejército Británico, bajo el Major General Phineas Riall. Riall creía que la brigada de Scott era una milicia, y también que el Fuerte Erie no había sido capturado. Así, su plan fue cruzar el río y atacarles por la retaguardia y luego refugiarse en el fuerte.

## Batalla
A comienzos del 5 de julio, la infantería ligera británica, la milicia y un grupo de nativos cruzaron el Río Chippawa, pasando muy cerca de las tropas de Scott (al cual casi capturan, pues se hallaba desayunando desprevenido en una granja). Brown ordenó entonces a las tropas de Porter (entre las cuales había algunos iroqueses) rastrear los bosques. Lo hicieron, pero se toparon con las tropas de Riall y tuvieron que retirarse rápidamente.
Scott, por su parte, estaba avanzando desde Street's Creek. Su artillería (formada por la compañía del capitán Nathaniel Towson) entró en contacto directo con la de Riall. Tras un enfrentamiento, las máquinas de Towson destruyeron el vagón con la munición británica, lo cual les dejó fuera de combate.
Mientras tanto, las tropas de Scott se desplegaron, con la 25th U. S. Infantry a la izquierda de los bosques, la 11th U. S. Infantry y la 9th U. S. Infantry en el centro y la 22nd U. S. Infantr a la derecha, junto a Towson. Al principio, a Riall le llamó la atención ver a los soldados estadounidenses vestidos de gris, ante lo cual mostraron desprecio. Debido a esto pensaron que se trataba de un ejército pobremente entrenado que se retiraría a la primera ocasión. Sin embargo, tras menospreciarlos el combate siguió su curso, y al ver que la línea estadounidenses no se rompía Riall exclamó su famosa frase: «Those are regulars, by God!» (¡Son del ejército regular, por Dios!); sin embargo, la única referencia a esta frase está en Scott, y no hay ninguna fuente británica que la recuerde.
La infantería británica fue avanzando torpemente, y rápidamente se convirtió en un completo desorden. Eso se debe a que Riall les hizo formar en una línea que avanzaba desigualmente, pues en algunas zonas el terreno era diferente al de otras y eso les hizo separarse. Así, los soldados que más despacio iban estaban mucho más tiempo bajo el fuego de la artillería estadounidense. Lo único positivo de esto es que al estar en una única línea tenían más cadencia de fuego, aunque esto también fue desaporvechado, pues Riall ordenó un único disparo antes de atacar con bayoneta.
El desorden era tal que la propia artillería británica tuvo que dejar de disparar para no golpear a la infantería. Mientras tanto, los estadounidenses dejaron de disparar por rondas, para hacerlo constantemente, con consecuencias letales para los británicos. Cuando éstos se encontraron a menos de 100 yardas, Scott avanzó en formación de "U", para intentar capturar a Riall por los flancos en un auténtico fuego cruzado.
Tras 25 minutos de ataque, la propia armadura de Riall fue atravesada por una bala, lo cual forzó una retirada que se hizo en orden y sin que los estadounidenses les siguiesen. En cualquier caso, las pérdidas británicas fueron numerosas: el 100th Regiment, que estaba en el centro, fue reducido a «un capitán y tres subalternos, con 250 hombres». Sin embargo,el archivista canadiense Douglas Hendry ha demostrado que algunas de las bajas británicas en realidad eran capturas por parte del ejército estadounidense.
De los 136 soldados que se creyeron muertos en el momento, solo 74 lo hicieron. Así, parece que las bajas reales fueron 74 británicos, 18 canadienses y 16 indios. Por otro lado, 299 británicos, 16 canadienses y un número desconocido de indios fue herido, mientras que 75 británicos fueron capturados por los estadounidenses. Además, 9 británicos, un oficial indio y 5 guerreros indios también fueron hechos prisioneros, pero sin sufrir heridas. También hay 9 británicos y 9 canadienses que desertaron.

## Consecuencias
Dos días después de la batalla, Brown completó su maniobra y cruzó el Chippawa hasta las últiamas defensas de Riall, que se retiraron a Fuerte George. No pudieron atacar esta plaza británica porque el Comodoro Chauncey todavía estaba esperando a sus naves, y tampoco hubo refuerzos de la artillería. Además, era inminente la llegada de refuerzos británicos, por lo que un enfrentamiento directo ya no era viable para Brown. Unas pocas semanas después se produciría la Batalla de Lundy's Lane.
Las batallas de Chippawa y Lundy's Lane probaron que si el ejército estadounidense era bien entrenado podía hacer frente al británico. Así, el método de Scott pasó a ser el habitual en las tropas estadounidenses.
Riall, por su parte, a pesar de no haber tenido noción real de algunos aspectos de la batalla, como la verdadera idiosincrasia del ejército estadounidense, cometió todo tipo de errores. Su avance en línea supuso una derrota más que dolorosa, lo cual se puede explicar por su pequeña experiencia en combate (solo había participado antes en tres batallas). Sin embargo, maquilló un poco su actitud con la buena organización de la retirada.

## Legado
Los Cuerpos de Cadetes de la Academia Militar de los Estados Unidos en la reserva militar de West Point visten uniformes de desfile grises, pero que esto sea en conmemoración a las tropas de Scott en Chippawa parece una leyenda. La razón se encuentra en que en 1816 se eligió el gris en lugar del azul porque era considerablemente más barato. En cualquier caso, a pesar del origen hoy se rinde tributo a Scott.
El mote de todos los regimientos de infantería de Estados Unidos es Regulars by God. Este fue adoptado por primera vez por la 6th Infantry Regiment.